# 第54回ゴールデングローブ賞
54th Golden Globe Awards

1997年1月19日
映画賞（ドラマ部門）: 

 イングリッシュ・ペイシェント 
映画賞（ミュージカル・コメディ部門）: 

 エビータ 
テレビシリーズ賞（ドラマ部門）: 

 Xファイル 
テレビシリーズ賞（ミュージカル・コメディ部門）: 

 3rd Rock from the Sun 
第54回ゴールデングローブ賞（だい54かいゴールデングローブしょう）は、1996年の映画とテレビ番組を対象としており、1997年1月19日に発表された。

## 受賞とノミネート一覧

### 映画

#### 主演男優賞（ドラマ部門）
- ジェフリー・ラッシュ - 『シャイン』
  - レイフ・ファインズ - 『イングリッシュ・ペイシェント』
  - メル・ギブソン - 『身代金』
  - ウディ・ハレルソン - 『ラリー・フリント』
  - リーアム・ニーソン - 『マイケル・コリンズ』

#### 主演男優賞（ミュージカル・コメディ部門）
- トム・クルーズ - 『ザ・エージェント』
  - アントニオ・バンデラス - 『エビータ』
  - ケビン・コスナー - 『ティン・カップ』
  - ネイサン・レイン - 『バードケージ』
  - エディ・マーフィ - 『ナッティ・プロフェッサー クランプ教授の場合』

#### 主演女優賞（ドラマ部門）
- ブレンダ・ブレッシン - 『秘密と嘘』
  - コートニー・ラブ - 『ラリー・フリント』
  - メリル・ストリープ - 『マイ・ルーム』
  - クリスティン・スコット・トーマス - 『イングリッシュ・ペイシェント』
  - エミリー・ワトソン - 『奇跡の海』

#### 主演女優賞（ミュージカル・コメディ部門）
- マドンナ - 『エビータ』
  - グレン・クローズ - 『101』
  - フランシス・マクドーマンド - 『ファーゴ』
  - デビー・レイノルズ - 『ミスター・コンプレックス/結婚恐怖症の男』
  - バーブラ・ストライサンド - 『マンハッタン・ラプソディ』

#### 監督賞
- ミロス・フォアマン - 『ラリー・フリント』
  - ジョエル・コーエン - 『ファーゴ』
  - スコット・ヒックス - 『シャイン』
  - アンソニー・ミンゲラ - 『イングリッシュ・ペイシェント』
  - アラン・パーカー - 『エビータ』

#### 作品賞（ドラマ部門）
- 『イングリッシュ・ペイシェント』
  - 『奇跡の海』
  - 『秘密と嘘』
  - 『シャイン』
  - 『ラリー・フリント』

#### 作品賞（ミュージカル・コメディ部門）
- 『エビータ』
  - 『世界中がアイ・ラヴ・ユー』
  - 『ファーゴ』
  - 『ザ・エージェント』
  - 『バードケージ』

#### 外国語映画賞
- 『コーリャ 愛のプラハ』 •  チェコ
  - 『八日目』 •  ベルギー
  - Luna e l'altra •  イタリア
  - 『コーカサスの虜』 •  ロシア
  - 『リディキュール』 •  フランス

#### 作曲賞
- ガブリエル・ヤレド - 『イングリッシュ・ペイシェント』
  - エリオット・ゴールデンサール - 『マイケル・コリンズ』
  - マーヴィン・ハムリッシュ - 『マンハッタン・ラプソディ』
  - デヴィッド・ハーシュフェルダー - 『シャイン』
  - アラン・メンケン - 『ノートルダムの鐘』

#### 歌曲賞
- 「ユー・マスト・ラヴ・ミー」 - アンドリュー・ロイド・ウェバー（作曲）、ティム・ライス（作詞） - 『エビータ』
  - "I Finally Found Someone" - バーブラ・ストライサンド（作曲・作詞）、マーヴィン・ハムリッシュ（作曲・作詞）、ロバート・ジョン・ラング（作曲・作詞）、ブライアン・アダムス（作曲・作詞） - 『マンハッタン・ラプソディ』
  - "For the First Time" - ジェームズ・ニュートン・ハワード（作曲・作詞）、ジャド・フリードマン（作曲・作詞）、アラン・デニス・リッチ（作曲・作詞） - 『素晴らしき日』
  - "That Thing You Do!" - アダム・シュレシンジャー（作曲・作詞） - 『すべてをあなたに』
  - 「ビコーズ・ユー・ラヴド・ミー」 - ダイアン・ウォーレン（作曲・作詞） - 『アンカーウーマン』

#### 脚本賞
- 『ラリー・フリント』 - スコット・アレクサンダー、ラリー・カラゼウスキー
  - 『イングリッシュ・ペイシェント』 - アンソニー・ミンゲラ
  - 『ファーゴ』 -  イーサン&ジョエル・コーエン
  - 『真実の囁き』 - ジョン・セイルズ
  - 『シャイン』 - ジャン・サーディ

#### 助演男優賞
- エドワード・ノートン - 『真実の行方』
  - キューバ・グッディング・ジュニア - 『ザ・エージェント』
  - サミュエル・L・ジャクソン - 『評決のとき』
  - ポール・スコフィールド - 『クルーシブル』
  - ジェームズ・ウッズ - 『ゴースト・オブ・ミシシッピー』

#### 助演女優賞
- ローレン・バコール - 『マンハッタン・ラプソディ』
  - ジョアン・アレン - 『クルーシブル』
  - ジュリエット・ビノシュ - 『イングリッシュ・ペイシェント』
  - バーバラ・ハーシー - 『ある貴婦人の肖像』
  - マリアンヌ・ジャン＝バプティスト - 『秘密と嘘』
  - マリオン・ロス - 『夕べの星』

### テレビ

#### 主演男優賞（ドラマ部門）
- デイヴィッド・ドゥカヴニー - 『Xファイル』
  - ジョージ・クルーニー - 『ER緊急救命室』
  - アンソニー・エドワーズ - 『ER緊急救命室』
  - ランス・ヘンリクセン - 『ミレニアム』
  - ジミー・スミッツ - 『NYPDブルー』

#### 主演男優賞（ミュージカル・コメディ部門）
- ジョン・リスゴー - 3rd Rock from the Sun
  - ティム・アレン - Home Improvement
  - マイケル・J・フォックス - 『スピン・シティ』
  - ケルシー・グラマー - 『そりゃないぜ!? フレイジャー』
  - ポール・ライザー - 『あなたにムチュー』

#### 主演男優賞（ミニシリーズ・テレビ映画部門）
- アラン・リックマン - 『ラスプーチン』
  - スティーヴン・レイ - 『判決/クライム・オブ・ザ・センチュリー』
  - アーマンド・アサンテ - 『ゴッチ・ザ・マフィア/武闘派暴力組織』
  - ボー・ブリッジス - Losing Chase
  - ジェームズ・ウッズ - The Summer of Ben Tyler

#### 主演女優賞（ドラマ部門）
- ジリアン・アンダーソン - 『Xファイル』
  - クリスティーン・ラーティ - 『シカゴ・ホープ』
  - ジェーン・シーモア - 『ドクタークイン 大西部の女医物語』
  - シェリー・ストリングフィールド - 『ER緊急救命室』
  - ヘザー・ロックリア - 『メルローズ・プレイス』

#### 主演女優賞（ミュージカル・コメディ部門）
- ヘレン・ハント - 『あなたにムチュー』
  - シビル・シェパード - Cybill
  - ブレット・バトラー - Grace Under Fire
  - フラン・ドレシャー - The Nanny
  - ブルック・シールズ - 『ブルック・シールズのハロー!スーザン』
  - トレイシー・ウルマン - Tracey Takes On...

#### 主演女優賞（ミニシリーズ・テレビ映画部門）
- ヘレン・ミレン - Losing Chase
  - アシュレイ・ジャッド - 『ノーマ・ジーンとマリリン』
  - デミ・ムーア - 『スリーウイメン/この壁が話せたら』
  - イザベラ・ロッセリーニ - 『判決/クライム・オブ・ザ・センチュリー』
  - ミラ・ソルヴィノ - 『ノーマ・ジーンとマリリン』

#### 作品賞（ドラマ部門）
- 『Xファイル』
  - 『シカゴ・ホープ』
  - 『ER緊急救命室』
  - 『NYPDブルー』
  - 『サンフランシスコの空の下』

#### 作品賞（ミュージカル・コメディ部門）
- 3rd Rock from the Sun
  - 『そりゃないぜ!? フレイジャー』
  - 『フレンズ』
  - The Larry Sanders Show
  - 『あなたにムチュー』
  - 『となりのサインフェルド』

#### 作品賞（ミニシリーズ・テレビ映画部門）
- 『ラスプーチン』
  - 『判決/クライム・オブ・ザ・センチュリー』
  - 『ゴッチ・ザ・マフィア/武闘派暴力組織』
  - Hidden in America
  - 『スリーウイメン/この壁が話せたら』
  - Losing Chase

#### 助演男優賞
- イアン・マッケラン - 『ラスプーチン』
  - デヴィッド・ペイマー - 『判決/クライム・オブ・ザ・センチュリー』
  - デヴィッド・ハイド・ピアース - 『そりゃないぜ!? フレイジャー』
  - アンソニー・クイン - 『ゴッチ・ザ・マフィア/武闘派暴力組織』
  - ノア・ワイリー - 『ER緊急救命室』

#### 助演女優賞
- キャシー・ベイツ - 『トークショー』
  - クリスティーン・バランスキー - Cybill
  - シェール - 『スリーウイメン/この壁が話せたら』
  - クリステン・ジョンストン - 3rd Rock from the Sun
  - グレタ・スカッキ - 『ラスプーチン』

### セシル・B・デミル賞
- ダスティン・ホフマン